# 自動オルガン

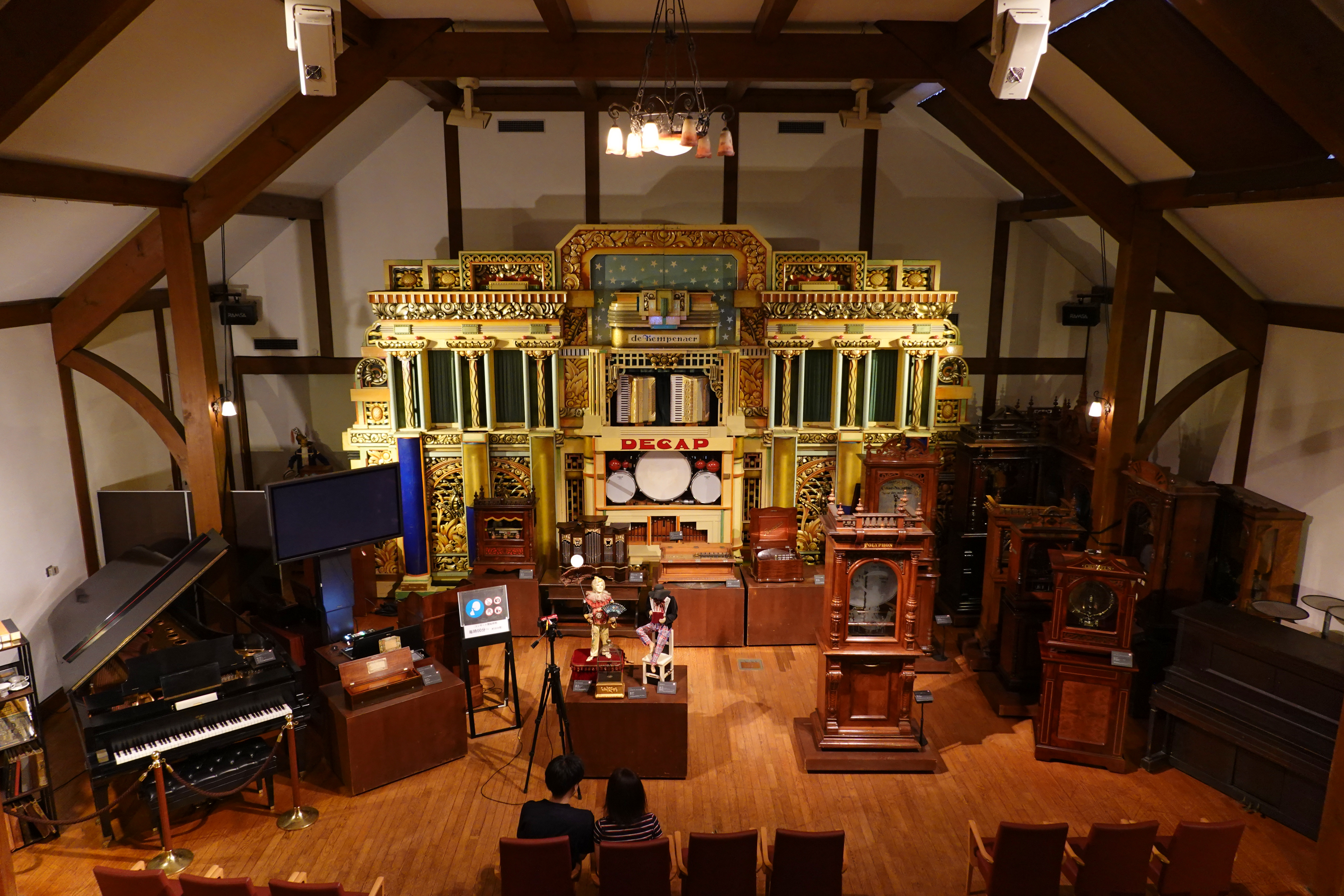
中央に「デカップ・ダンス・オルガン “ケンペナー”」1938年 、ベルギー王国 デカップ社製（ROKKO森の音ミュージアム）

自動オルガン（じどうオルガン）、ないし、機械オルガン（きかいオルガン、英語: mechanical organ）は、音楽家が演奏するのではなく、自動で音楽を演奏するオルガンである。

## 解説
自動オルガンはパイプオルガンの一種ではあるが、ハーモニウム（リード・オルガン）に用いるものと同様のリードを用いて製造されるものもある。1950年代以降、一部の自動オルガンは音を作り出すために電子的技術を取り込んでいるが、全体的には機械仕掛けや空圧システムが用いられている。
もともと、自動オルガンの音楽は、バレルと呼ばれる大きな回転胴に、多数のピンを配置することで保存された。こうした構造の自動演奏楽器は、バレル・オルガンと呼ばれる。このオルガンは、記録できる曲数という意味でも、曲の演奏時間の長さという意味でも、限られたわずかな数のレパートリーしか奏でることはできなかった。
1890年代にブック・ミュージック (book music) が発明された。これによって、演奏する楽曲の時間の長さには制約がなくなった。また、バレル・オルガンよりも楽器の大きさは小さくなり、音楽の操作もずっと簡単になって、より多様な音楽が演奏されるようになった。
一部の自動オルガンでは、（折りたたみ式の）ブック・ミュージックではなく、（巻き取り式の）ミュージック・ロール (music roll) が操作に用いられる。
自動オルガンは、おもにレストランやホール、海外ではカルーセル、メリーゴーランドなどに使用されている。アメリカのメリーゴーランドミュージアムのメリーゴーランドがその例。
ダンスオルガン (Dansorgel) と呼ばれる最大級の自動オルガンの中には、高さ5m、横幅13mほどに及ぶものもある。
演奏手順の記録、再生方法は前述の通りにより変化しており、1990年代からは、半導体メモリに記録された記録をMIDIによって操作されるものも製造されるようになっている。

## 自動オルガンのために作曲されたおもな楽曲

### モーツァルトの作品
ヴォルフガング・アマデウス・モーツァルトが作曲した主な作品
- 自動オルガンのためのアダージョとアレグロ K.594 - 1790年
- 自動オルガンのための幻想曲 K.608 - 1791年
- 自動オルガンのためのアンダンテ K.616 - 1791年